# 강릉 조수환 가옥
강릉 조수환 가옥(江陵 曺守煥 家屋)은 대한민국 강원특별자치도 강릉시 유산동에 있는 건축물이다. 1985년 1월 17일 강원특별자치도의 유형문화재 제96호로 지정되었다.

## 개요
강릉 시내에 있던 집을 150년 전에 지금의 위치로 옮겨지은 것으로, 처음 지은 연대는 알지 못한다. 전형적인 ㅁ자형 집이며, 안채를 중심으로 왼쪽에 작은 사랑채·오른쪽에 곳간채·앞쪽에 큰 사랑채로 구성되어 있다.
앞면 5칸·옆면 2칸 규모의 안채는 지붕 옆면이 여덟 팔(八)자 모양인 화려한 팔작지붕집이며, 3개의 방과 마루·부엌이 있다. 원래 안채는 겹집의 형태였지만 지금은 각 방이 길게 연결되어 있으며, 기단을 사랑채보다 높게 하여 채광과 환기에 대한 배려를 하였다.
안채 왼쪽으로는 작은 사랑채가 있고 작은 대문을 사이에 두고 큰 사랑채와 연결되었는데, 사랑채는 전체적으로 ㄱ자 모양을 이루고 있다. 사랑채의 안뜰 쪽으로는 툇마루를 놓아 각 방의 연결 통로 역할을 하도록 하였다.
곳간채는 안채의 부엌과 연결되어 있으며, 대문 쪽으로는 외양간이 있다. 대문은 큰사랑과 외양간 사이에 있다. 사랑채 앞에는 오래된 백일홍 2그루가 있다.

## 참고 자료
- 강릉 조수환 가옥 - 국가유산청 국가유산포털